# Марк Манлій Капітолін (консул 434 року до н. е.)
Марк Ма́нлій Капітолі́н (лат. Marcus Manlius Capitolinus; V століття до н. е.) — політик, державний і військовий діяч Римської республіки, консул або військовий трибун з консульською владою (консулярний трибун) 434 року до н. е.

## Біографічні відомості
Походив з патриціанського роду Манліїв. Про батьків, молоді роки його відомостей не збереглося.
Згідно з певними джерелами, його було обрано консулом 434 року до н. е. разом з Квінтом Сульпіцієм Камеріном Претекстатом. Але Діодор Сицилійський свідчить про те, що того року в Римі обирали не консулів, а військових трибунів з консульською владою (консулярних трибунів) — ними стали Марк Манлій, Квінт Сульпіцій і Сервій Корнелій Косс. Про дії Марка Манлія під час цієї каденції відомостей немає.
Про подальшу долю Марка Манлія згадок у літературі немає.